# Березники ТВ
хуйня полная хуйня полная хуйня полная хуйня полная хуйня полная хуйня полная хуйня полная хуйня полная хуйня полная хуйня полная хуйня полная хуйня полная хуйня полная хуйня полная хуйня полная хуйня полная хуйня полная хуйня полная хуйня полная хуйня полная хуйня полная хуйня полная хуйня полная хуйня полная хуйня полная ху
йня полная хуйня полная хуйня полная хуйня полная хуйня полная хуйня полная хуйня полная хуйня полная хуйня полная хуйня полная хуйня полная хуйня полная хуйня полная хуйня полная хуйня полная хуйня полная хуйня полная хуйня полная хуйня полная хуйня полная хуйня полная хуйня полная хуйня полная хуйня полная хуйня полная хуйня полная хуйня полная хуйня полная хуйня полная хуйня полная хуйня полная хуйня полная хуйня полная хуйня полная хуйня полная хуйня полная хуйня полная хуйня полная хуйня полная хуйня полная хуйня полная хуйня полная хуйня полная хуйня полная хуйня полная хуйня полная хуйня полная хуйня полная хуйня полная хуйня полная хуйня полная хуйня полная хуйня полная хуйня полная хуйня полная хуйня полная хуйня полная хуйня полная хуйня полная хуйня полная хуйня полная хуйня полная хуйня полная хуйня полная хуйня полная хуйня полная хуйня полная хуйня полная хуйня полная хуйня полная хуйня полная хуйня полная хуйня полная хуйня полная хуйня полная хуйня полная хуйня полная хуйня полная хуйня полная хуйня полная хуйня полная хуйня полная хуйня полная хуйня полная хуйня полная хуйня полная хуйня полная хуйня полная хуйня полная хуйня полная хуйня полная хуйня полная хуйня полная хуйня полная хуйня полная хуйня полная хуйня полная хуйня полная хуйня полная хуйня полная хуйня полная хуйня полная хуйня полная хуйня полная хуйня полная хуйня полная хуйня полная хуйня полная хуйня полная хуйня полная хуйня полная хуйня полная хуйня полная хуйня полная хуйня полная хуйня полная хуйня полная хуйня полная хуйня полная хуйня полная хуйня полная хуйня полная хуйня полная хуйня полная хуйня полная хуйня полная хуйня полная хуйня полная хуйня полная хуйня полная хуйня полная хуйня полная хуйня полная хуйня полная хуйня полная хуйня полная хуйня полная хуйня полная хуйня полная хуйня полная хуйня полная хуйня полная хуйня полная хуйня полная хуйня полная хуйня полная хуйня полная хуйня полная хуйня полная хуйня полная хуйня полная хуйня полная хуйня полная хуйня полная хуйня полная хуйня полная хуйня полная хуйня полная хуйня полная хуйня полная хуйня полная хуйня полная хуйня полная хуйня полная хуйня полная хуйня полная хуйня полная хуйня полная хуйня полная хуйня полная хуйня полная хуйня полная хуйня полная хуйня полная хуйня полная хуйня полная хуйня полная хуйня полная хуйня полная хуйня полная хуйня полная хуйня полная хуйня полная хуйня полная хуйня полная хуйня полная хуйня полная хуйня полная хуйня полная хуйня полная хуйня полная хуйня полная хуйня полная хуйня полная хуйня полная хуйня полная хуйня полная хуйня полная хуйня полная хуйня полная хуйня полная хуйня полная хуйня полная хуйня полная хуйня полная хуйня полная хуйня полная хуйня полная хуйня полная хуйня полная хуйня полная хуйня полная хуйня полная хуйня полная хуйня полная хуйня полная хуйня полная хуйня полная хуйня полная хуйня полная хуйня полная хуйня полная хуйня полная хуйня полная хуйня полная хуйня полная хуйня полная хуйня полная хуйня полная хуйня полная хуйня полная хуйня полная хуйня полная хуйня полная хуйня полная хуйня полная хуйня полная хуйня полная хуйня полная хуйня полная хуйня полная хуйня полная хуйня полная хуйня полная хуйня полная хуйня полная хуйня полная хуйня полная хуйня полная хуйня полная хуйня полная хуйня полная хуйня полная хуйня полная хуйня полная хуйня полная хуйня полная хуйня полная хуйня полная хуйня полная хуйня полная хуйня полная хуйня полная хуйня полная хуйня полная хуйня полная хуйня полная хуйня полная хуйня полная хуйня полная хуйня полная хуйня полная хуйня полная хуйня полная хуйня полная хуйня полная хуйня полная хуйня полная хуйня полная хуйня полная хуйня полная хуйня полная хуйня полная хуйня полная хуйня полная хуйня полная хуйня полная хуйня полная хуйня полная хуйня полная хуйня полная хуйня полная хуйня полная хуйня полная хуйня полная хуйня полная хуйня полная хуйня полная хуйня полная хуйня полная хуйня полная хуйня полная хуйня полная хуйня полная хуйня полная хуйня полная хуйня полная хуйня полная хуйня полная хуйня полная хуйня полная хуйня полная хуйня полная хуйня полная хуйня полная хуйня полная хуйня полная хуйня полная хуйня полная хуйня полная хуйня полная хуйня полная хуйня полная хуйня полная хуйня полная хуйня полная хуйня полная хуйня полная хуйня полная хуйня полная хуйня полная хуйня полная хуйня полная хуйня полная хуйня полная хуйня полная хуйня полная хуйня полная хуйня полная хуйня полная хуйня полная хуйня полная хуйня полная хуйня полная хуйня полная хуйня полная хуйня полная хуйня полная хуйня полная хуйня полная хуйня полная хуйня полная хуйня полная хуйня полная хуйня полная хуйня полная хуйня полная хуйня полная хуйня полная хуйня полная хуйня полная хуйня полная хуйня полная хуйня полная хуйня полная хуйня полная хуйня полная хуйня полная хуйня полная хуйня полная хуйня полная хуйня полная хуйня полная хуйня полная хуйня полная хуйня полная хуйня полная хуйня полная хуйня полная хуйня полная хуйня полная хуйня полная хуйня полная хуйня полная хуйня полная хуйня полная хуйня полная хуйня полная хуйня полная хуйня полная хуйня полная хуйня полная хуйня полная хуйня полная хуйня полная хуйня полная хуйня полная хуйня полная хуйня полная хуйня полная хуйня полная хуйня полная хуйня полная хуйня полная хуйня полная хуйня полная хуйня полная хуйня полная хуйня полная хуйня полная хуйня полная хуйня полная хуйня полная хуйня полная хуйня полная хуйня полная хуйня полная хуйня полная хуйня полная хуйня полная хуйня полная хуйня полная хуйня полная хуйня полная хуйня полная хуйня полная хуйня полная хуйня полная хуйня полная хуйня полная хуйня полная хуйня полная хуйня полная хуйня полная хуйня полная хуйня полная хуйня полная хуйня полная хуйня полная хуйня полная хуйня полная хуйня полная хуйня полная хуйня полная хуйня полная хуйня полная хуйня полная хуйня полная хуйня полная хуйня полная хуйня полная хуйня полная хуйня полная хуйня полная хуйня полная хуйня полная хуйня полная хуйня полная хуйня полная хуйня полная хуйня полная хуйня полная хуйня полная хуйня полная хуйня полная хуйня полная хуйня полная хуйня полная хуйня полная хуйня полная хуйня полная хуйня полная хуйня полная хуйня полная хуйня полная хуйня полная хуйня полная хуйня полная хуйня полная хуйня полная хуйня полная хуйня полная хуйня полная хуйня полная хуйня полная хуйня полная хуйня полная хуйня полная хуйня полная хуйня полная хуйня полная хуйня полная хуйня полная хуйня полная хуйня полная хуйня полная хуйня полная хуйня полная хуйня полная хуйня полная хуйня полная хуйня полная хуйня полная хуйня полная хуйня полная хуйня полная хуйня полная хуйня полная хуйня полная хуйня полная хуйня полная хуйня полная хуйня полная хуйня полная хуйня полная хуйня полная хуйня полная хуйня полная хуйня полная хуйня полная хуйня полная хуйня полная хуйня полная хуйня полная хуйня полная хуйня полная хуйня полная хуйня полная хуйня полная хуйня полная хуйня полная хуйня полная хуйня полная хуйня полная хуйня полная хуйня полная хуйня полная хуйня полная хуйня полная хуйня полная хуйня полная хуйня полная хуйня полная хуйня полная хуйня полная хуйня полная хуйня полная хуйня полная хуйня полная хуйня полная хуйня полная хуйня полная хуйня полная хуйня полная хуйня полная хуйня полная хуйня полная хуйня полная хуйня полная хуйня полная хуйня полная хуйня полная хуйня полная хуйня полная хуйня полная хуйня полная хуйня полная хуйня полная хуйня полная хуйня полная хуйня полная хуйня полная хуйня полная хуйня полная хуйня полная хуйня полная хуйня полная хуйня полная хуйня полная хуйня полная хуйня полная хуйня полная хуйня полная хуйня полная хуйня полная хуйня полная хуйня полная хуйня полная хуйня полная хуйня полная хуйня полная хуйня полная хуйня полная хуйня полная хуйня полная хуйня полная хуйня полная хуйня полная хуйня полная хуйня полная хуйня полная хуйня полная хуйня полная хуйня полная хуйня полная хуйня полная хуйня полная хуйня полная хуйня полная хуйня полная хуйня полная хуйня полная хуйня полная хуйня полная хуйня полная хуйня полная хуйня полная хуйня полная хуйня полная хуйня полная хуйня полная хуйня полная хуйня полная хуйня полная хуйня полная хуйня полная хуйня полная хуйня полная хуйня полная хуйня полная хуйня полная хуйня полная хуйня полная хуйня полная хуйня полная хуйня полная хуйня полная хуйня полная хуйня полная хуйня полная хуйня полная хуйня полная хуйня полная хуйня полная хуйня полная хуйня полная хуйня полная хуйня полная хуйня полная хуйня полная хуйня полная хуйня полная хуйня полная хуйня полная хуйня полная хуйня полная хуйня полная хуйня полная хуйня полная хуйня полная хуйня полная хуйня полная хуйня полная хуйня полная хуйня полная хуйня полная хуйня полная хуйня полная хуйня полная хуйня полная хуйня полная хуйня полная хуйня полная хуйня полная хуйня полная хуйня полная хуйня полная хуйня полная хуйня полная хуйня полная хуйня полная хуйня полная хуйня полная хуйня полная хуйня полная хуйня полная хуйня полная хуйня полная хуйня полная хуйня полная хуйня полная хуйня полная хуйня полная хуйня полная хуйня полная хуйня полная хуйня полная хуйня полная хуйня полная хуйня полная хуйня полная хуйня полная хуйня полная хуйня полная хуйня полная хуйня полная хуйня полная хуйня полная хуйня полная хуйня полная хуйня полная хуйня полная хуйня полная хуйня полная хуйня полная хуйня полная хуйня полная хуйня полная хуйня полная хуйня полная хуйня полная хуйня полная хуйня полная хуйня полная хуйня полная хуйня полная хуйня полная хуйня полная хуйня полная хуйня полная хуйня полная хуйня полная хуйня полная хуйня полная хуйня полная хуйня полная хуйня полная хуйня полная хуйня полная хуйня полная хуйня полная хуйня полная хуйня полная хуйня полная хуйня полная хуйня полная хуйня полная хуйня полная хуйня полная хуйня полная хуйня полная хуйня полная хуйня полная хуйня полная хуйня полная хуйня полная хуйня полная хуйня полная хуйня полная хуйня полная хуйня полная хуйня полная хуйня полная хуйня полная хуйня полная хуйня полная хуйня полная хуйня полная хуйня полная хуйня полная хуйня полная хуйня полная хуйня полная хуйня полная хуйня полная хуйня полная хуйня полная хуйня полная хуйня полная хуйня полная хуйня полная хуйня полная хуйня полная хуйня полная хуйня полная хуйня полная хуйня полная хуйня полная хуйня полная хуйня полная хуйня полная хуйня полная хуйня полная хуйня полная хуйня полная хуйня полная хуйня полная хуйня полная хуйня полная хуйня полная хуйня полная хуйня полная хуйня полная хуйня полная хуйня полная хуйня полная хуйня полная хуйня полная хуйня полная хуйня полная хуйня полная хуйня полная хуйня полная хуйня полная хуйня полная хуйня полная хуйня полная хуйня полная хуйня полная хуйня полная хуйня полная хуйня полная хуйня полная хуйня полная хуйня полная хуйня полная хуйня полная хуйня полная хуйня полная хуйня полная хуйня полная хуйня полная хуйня полная хуйня полная хуйня полная хуйня полная хуйня полная хуйня полная хуйня полная хуйня полная хуйня полная хуйня полная хуйня полная хуйня полная хуйня полная хуйня полная хуйня полная хуйня полная хуйня полная хуйня полная хуйня полная хуйня полная хуйня полная хуйня полная хуйня полная хуйня полная хуйня полная хуйня полная хуйня полная хуйня полная хуйня полная хуйня полная хуйня полная хуйня полная хуйня полная хуйня полная хуйня полная хуйня полная хуйня полная хуйня полная хуйня полная хуйня полная хуйня полная хуйня полная хуйня полная хуйня полная хуйня полная хуйня полная хуйня полная хуйня полная хуйня полная хуйня полная хуйня полная хуйня полная хуйня полная хуйня полная хуйня полная хуйня полная хуйня полная хуйня полная хуйня полная хуйня полная хуйня полная хуйня полная хуйня полная хуйня полная хуйня полная хуйня полная хуйня полная хуйня полная хуйня полная хуйня полная хуйня полная хуйня полная хуйня полная хуйня полная хуйня полная хуйня полная хуйня полная хуйня полная хуйня полная хуйня полная хуйня полная хуйня полная хуйня полная хуйня полная хуйня полная хуйня полная хуйня полная хуйня полная хуйня полная хуйня полная хуйня полная хуйня полная хуйня полная хуйня полная хуйня полная хуйня полная хуйня полная хуйня полная хуйня полная хуйня полная хуйня полная хуйня полная хуйня полная хуйня полная хуйня полная хуйня полная хуйня полная хуйня полная хуйня полная хуйня полная хуйня полная хуйня полная хуйня полная хуйня полная хуйня полная хуйня полная хуйня полная хуйня полная хуйня полная хуйня полная хуйня полная хуйня полная хуйня полная хуйня полная хуйня полная хуйня полная хуйня полная хуйня полная хуйня полная хуйня полная хуйня полная хуйня полная хуйня полная хуйня полная хуйня полная хуйня полная хуйня полная хуйня полная хуйня полная хуйня полная хуйня полная хуйня полная хуйня полная хуйня полная хуйня полная хуйня полная хуйня полная хуйня полная хуйня полная хуйня полная хуйня полная хуйня полная хуйня полная хуйня полная хуйня полная хуйня полная хуйня полная хуйня полная хуйня полная хуйня полная хуйня полная хуйня полная хуйня полная хуйня полная хуйня полная хуйня полная хуйня полная хуйня полная хуйня полная хуйня полная хуйня полная хуйня полная хуйня полная хуйня полная хуйня полная хуйня полная хуйня полная хуйня полная хуйня полная хуйня полная хуйня полная хуйня полная хуйня полная хуйня полная хуйня полная хуйня полная хуйня полная хуйня полная хуйня полная хуйня полная хуйня полная хуйня полная хуйня полная хуйня полная хуйня полная хуйня полная хуйня полная хуйня полная хуйня полная хуйня полная хуйня полная хуйня полная хуйня полная хуйня полная хуйня полная хуйня полная хуйня полная хуйня полная хуйня полная хуйня полная хуйня полная хуйня полная хуйня полная хуйня полная хуйня полная хуйня полная хуйня полная хуйня полная хуйня полная хуйня полная хуйня полная хуйня полная хуйня полная хуйня полная хуйня полная хуйня полная хуйня полная хуйня полная хуйня полная хуйня полная хуйня полная хуйня полная хуйня полная хуйня полная хуйня полная хуйня полная хуйня полная хуйня полная хуйня полная хуйня полная хуйня полная хуйня полная хуйня полная хуйня полная хуйня полная хуйня полная хуйня полная хуйня полная хуйня полная хуйня полная хуйня полная хуйня полная хуйня полная хуйня полная хуйня полная хуйня полная хуйня полная хуйня полная хуйня полная хуйня полная хуйня полная хуйня полная хуйня полная хуйня полная хуйня полная хуйня полная хуйня полная хуйня полная хуйня полная хуйня полная хуйня полная хуйня полная хуйня полная хуйня полная хуйня полная хуйня полная хуйня полная хуйня полная хуйня полная хуйня полная хуйня полная хуйня полная хуйня полная хуйня полная хуйня полная хуйня полная хуйня полная хуйня полная хуйня полная хуйня полная хуйня полная хуйня полная хуйня полная хуйня полная хуйня полная хуйня полная хуйня полная хуйня полная хуйня полная хуйня полная хуйня полная хуйня полная хуйня полная хуйня полная хуйня полная хуйня полная хуйня полная хуйня полная хуйня полная хуйня полная хуйня полная хуйня полная хуйня полная хуйня полная хуйня полная хуйня полная хуйня полная хуйня полная хуйня полная хуйня полная хуйня полная хуйня полная хуйня полная хуйня полная хуйня полная хуйня полная хуйня полная хуйня полная хуйня полная хуйня полная хуйня полная хуйня полная хуйня полная хуйня полная хуйня полная хуйня полная хуйня полная хуйня полная хуйня полная хуйня полная хуйня полная хуйня полная хуйня полная хуйня полная хуйня полная хуйня полная хуйня полная хуйня полная хуйня полная хуйня полная хуйня полная хуйня полная хуйня полная хуйня полная хуйня полная хуйня полная хуйня полная хуйня полная хуйня полная хуйня полная хуйня полная хуйня полная хуйня полная хуйня полная хуйня полная хуйня полная хуйня полная хуйня полная хуйня полная хуйня полная хуйня полная хуйня полная хуйня полная хуйня полная хуйня полная хуйня полная хуйня полная хуйня полная хуйня полная хуйня полная хуйня полная хуйня полная хуйня полная хуйня полная хуйня полная хуйня полная хуйня полная хуйня полная хуйня полная хуйня полная хуйня полная хуйня полная хуйня полная хуйня полная хуйня полная хуйня полная хуйня полная хуйня полная хуйня полная хуйня полная хуйня полная хуйня полная хуйня полная хуйня полная хуйня полная хуйня полная хуйня полная хуйня полная хуйня полная хуйня полная хуйня полная хуйня полная хуйня полная хуйня полная хуйня полная хуйня полная хуйня полная хуйня полная хуйня полная хуйня полная хуйня полная хуйня полная хуйня полная хуйня полная хуйня полная хуйня полная хуйня полная хуйня полная хуйня полная хуйня полная хуйня полная хуйня полная хуйня полная хуйня полная хуйня полная хуйня полная хуйня полная хуйня полная хуйня полная хуйня полная хуйня полная хуйня полная хуйня полная хуйня полная хуйня полная хуйня полная хуйня полная хуйня полная хуйня полная хуйня полная хуйня полная хуйня полная хуйня полная хуйня полная хуйня полная хуйня полная хуйня полная хуйня полная хуйня полная хуйня полная хуйня полная хуйня полная хуйня полная хуйня полная хуйня полная хуйня полная хуйня полная хуйня полная хуйня полная хуйня полная хуйня полная хуйня полная хуйня полная хуйня полная хуйня полная хуйня полная хуйня полная хуйня полная хуйня полная хуйня полная хуйня полная хуйня полная хуйня полная хуйня полная хуйня полная хуйня полная хуйня полная хуйня полная хуйня полная хуйня полная хуйня полная хуйня полная хуйня полная хуйня полная хуйня полная хуйня полная хуйня полная хуйня полная хуйня полная хуйня полная хуйня полная хуйня полная хуйня полная хуйня полная хуйня полная хуйня полная хуйня полная хуйня полная хуйня полная хуйня полная хуйня полная хуйня полная хуйня полная хуйня полная хуйня полная хуйня полная хуйня полная хуйня полная хуйня полная хуйня полная хуйня полная хуйня полная хуйня полная хуйня полная хуйня полная хуйня полная хуйня полная хуйня полная хуйня полная хуйня полная хуйня полная хуйня полная хуйня полная хуйня полная хуйня полная хуйня полная хуйня полная хуйня полная хуйня полная хуйня полная хуйня полная хуйня полная хуйня полная хуйня полная хуйня полная хуйня полная хуйня полная хуйня полная хуйня полная хуйня полная хуйня полная хуйня полная хуйня полная хуйня полная хуйня полная хуйня полная хуйня полная хуйня полная хуйня полная хуйня полная хуйня полная хуйня полная хуйня полная хуйня полная хуйня полная хуйня полная хуйня полная хуйня полная хуйня полная хуйня полная хуйня полная хуйня полная хуйня полная хуйня полная хуйня полная хуйня полная хуйня полная хуйня полная хуйня полная хуйня полная хуйня полная хуйня полная хуйня полная хуйня полная хуйня полная хуйня полная хуйня полная хуйня полная хуйня полная хуйня полная хуйня полная хуйня полная хуйня полная хуйня полная хуйня полная хуйня полная хуйня полная хуйня полная хуйня полная хуйня полная хуйня полная хуйня полная хуйня полная хуйня полная хуйня полная хуйня полная хуйня полная хуйня полная хуйня полная хуйня полная хуйня полная хуйня полная хуйня полная хуйня полная хуйня полная хуйня полная хуйня полная хуйня полная хуйня полная хуйня полная хуйня полная хуйня полная хуйня полная хуйня полная хуйня полная хуйня полная хуйня полная хуйня полная хуйня полная хуйня полная хуйня полная хуйня полная хуйня полная хуйня полная хуйня полная хуйня полная хуйня полная хуйня полная хуйня полная хуйня полная хуйня полная хуйня полная хуйня полная хуйня полная хуйня полная хуйня полная хуйня полная хуйня полная хуйня полная хуйня полная хуйня полная хуйня полная хуйня полная хуйня полная хуйня полная хуйня полная хуйня полная хуйня полная хуйня полная хуйня полная хуйня полная хуйня полная хуйня полная хуйня полная хуйня полная хуйня полная хуйня полная хуйня полная хуйня полная хуйня полная хуйня полная хуйня полная хуйня полная хуйня полная хуйня полная хуйня полная хуйня полная хуйня полная хуйня полная хуйня полная хуйня полная хуйня полная хуйня полная хуйня полная хуйня полная хуйня полная хуйня полная хуйня полная хуйня полная хуйня полная хуйня полная хуйня полная хуйня полная хуйня полная хуйня полная хуйня полная хуйня полная хуйня полная хуйня полная хуйня полная хуйня полная хуйня полная хуйня полная хуйня полная хуйня полная хуйня полная хуйня полная хуйня полная хуйня полная хуйня полная хуйня полная хуйня полная хуйня полная хуйня полная хуйня полная хуйня полная хуйня полная хуйня полная хуйня полная хуйня полная хуйня полная хуйня полная хуйня полная хуйня полная хуйня полная хуйня полная хуйня полная хуйня полная хуйня полная хуйня полная хуйня полная хуйня полная хуйня полная хуйня полная хуйня полная хуйня полная хуйня полная хуйня полная хуйня полная хуйня полная хуйня полная хуйня полная хуйня полная хуйня полная хуйня полная хуйня полная хуйня полная хуйня полная хуйня полная хуйня полная хуйня полная хуйня полная хуйня полная хуйня полная хуйня полная хуйня полная хуйня полная хуйня полная хуйня полная хуйня полная хуйня полная хуйня полная хуйня полная хуйня полная хуйня полная хуйня полная хуйня полная хуйня полная хуйня полная хуйня полная хуйня полная хуйня полная хуйня полная хуйня полная хуйня полная хуйня полная хуйня полная хуйня полная хуйня полная хуйня полная хуйня полная хуйня полная хуйня полная хуйня полная хуйня полная хуйня полная хуйня полная хуйня полная хуйня полная хуйня полная хуйня полная хуйня полная хуйня полная хуйня полная хуйня полная хуйня полная хуйня полная хуйня полная хуйня полная хуйня полная хуйня полная хуйня полная хуйня полная хуйня полная хуйня полная хуйня полная хуйня полная хуйня полная хуйня полная хуйня полная хуйня полная хуйня полная хуйня полная хуйня полная хуйня полная хуйня полная хуйня полная хуйня полная хуйня полная хуйня полная хуйня полная хуйня полная хуйня полная хуйня полная хуйня полная хуйня полная хуйня полная хуйня полная хуйня полная хуйня полная хуйня полная хуйня полная хуйня полная хуйня полная хуйня полная хуйня полная хуйня полная хуйня полная хуйня полная хуйня полная хуйня полная хуйня полная хуйня полная хуйня полная хуйня полная хуйня полная хуйня полная хуйня полная хуйня полная хуйня полная хуйня полная хуйня полная хуйня полная хуйня полная хуйня полная хуйня полная хуйня полная хуйня полная хуйня полная хуйня полная хуйня полная хуйня полная хуйня полная хуйня полная хуйня полная хуйня полная хуйня полная хуйня полная хуйня полная хуйня полная хуйня полная хуйня полная хуйня полная хуйня полная хуйня полная хуйня полная хуйня полная хуйня полная хуйня полная хуйня полная хуйня полная хуйня полная хуйня полная хуйня полная хуйня полная хуйня полная хуйня полная хуйня полная хуйня полная хуйня полная хуйня полная хуйня полная хуйня полная хуйня полная хуйня полная хуйня полная хуйня полная хуйня полная хуйня полная хуйня полная хуйня полная хуйня полная хуйня полная хуйня полная хуйня полная хуйня полная хуйня полная хуйня полная хуйня полная хуйня полная хуйня полная хуйня полная хуйня полная хуйня полная хуйня полная хуйня полная хуйня полная хуйня полная хуйня полная хуйня полная хуйня полная хуйня полная хуйня полная хуйня полная хуйня полная хуйня полная хуйня полная хуйня полная хуйня полная хуйня полная хуйня полная хуйня полная хуйня полная хуйня полная хуйня полная хуйня полная хуйня полная хуйня полная хуйня полная хуйня полная хуйня полная хуйня полная хуйня полная хуйня полная хуйня полная хуйня полная хуйня полная хуйня полная хуйня полная хуйня полная хуйня полная хуйня полная хуйня полная хуйня полная хуйня полная хуйня полная хуйня полная хуйня полная хуйня полная хуйня полная хуйня полная хуйня полная хуйня полная хуйня полная хуйня полная хуйня полная хуйня полная хуйня полная хуйня полная хуйня полная хуйня полная хуйня полная хуйня полная хуйня полная хуйня полная хуйня полная хуйня полная хуйня полная хуйня полная хуйня полная хуйня полная хуйня полная хуйня полная хуйня полная хуйня полная хуйня полная хуйня полная хуйня полная хуйня полная хуйня полная хуйня полная хуйня полная хуйня полная хуйня полная хуйня полная хуйня полная хуйня полная хуйня полная хуйня полная хуйня полная хуйня полная хуйня полная хуйня полная хуйня полная хуйня полная хуйня полная хуйня полная хуйня полная хуйня полная хуйня полная хуйня полная хуйня полная хуйня полная хуйня полная хуйня полная хуйня полная хуйня полная хуйня полная хуйня полная хуйня полная хуйня полная хуйня полная хуйня полная хуйня полная хуйня полная хуйня полная хуйня полная хуйня полная хуйня полная хуйня полная хуйня полная хуйня полная хуйня полная хуйня полная хуйня полная хуйня полная хуйня полная хуйня полная хуйня полная хуйня полная хуйня полная хуйня полная хуйня полная хуйня полная хуйня полная хуйня полная хуйня полная хуйня полная хуйня полная хуйня полная хуйня полная хуйня полная хуйня полная хуйня полная хуйня полная хуйня полная хуйня полная хуйня полная хуйня полная хуйня полная хуйня полная хуйня полная хуйня полная хуйня полная хуйня полная хуйня полная хуйня полная хуйня полная хуйня полная хуйня полная хуйня полная хуйня полная хуйня полная хуйня полная хуйня полная хуйня полная хуйня полная хуйня полная хуйня полная хуйня полная хуйня полная хуйня полная хуйня полная хуйня полная хуйня полная хуйня полная хуйня полная хуйня полная хуйня полная хуйня полная хуйня полная хуйня полная хуйня полная хуйня полная хуйня полная хуйня полная хуйня полная хуйня полная хуйня полная хуйня полная хуйня полная хуйня полная хуйня полная хуйня полная хуйня полная хуйня полная хуйня полная хуйня полная хуйня полная хуйня полная хуйня полная хуйня полная хуйня полная хуйня полная хуйня полная хуйня полная хуйня полная хуйня полная хуйня полная хуйня полная хуйня полная хуйня полная хуйня полная хуйня полная хуйня полная хуйня полная хуйня полная хуйня полная хуйня полная хуйня полная хуйня полная хуйня полная хуйня полная хуйня полная хуйня полная хуйня полная хуйня полная хуйня полная хуйня полная хуйня полная хуйня полная хуйня полная хуйня полная хуйня полная хуйня полная хуйня полная хуйня полная хуйня полная хуйня полная хуйня полная хуйня полная хуйня полная хуйня полная хуйня полная хуйня полная хуйня полная хуйня полная хуйня полная хуйня полная хуйня полная хуйня полная хуйня полная хуйня полная хуйня полная хуйня полная хуйня полная хуйня полная хуйня полная хуйня полная хуйня полная хуйня полная хуйня полная хуйня полная хуйня полная хуйня полная хуйня полная хуйня полная хуйня полная хуйня полная хуйня полная хуйня полная хуйня полная хуйня полная хуйня полная хуйня полная хуйня полная хуйня полная хуйня полная хуйня полная хуйня полная хуйня полная хуйня полная хуйня полная хуйня полная хуйня полная хуйня полная хуйня полная хуйня полная хуйня полная хуйня полная хуйня полная хуйня полная хуйня полная хуйня полная хуйня полная хуйня полная хуйня полная хуйня полная хуйня полная хуйня полная хуйня полная хуйня полная хуйня полная хуйня полная хуйня полная хуйня полная хуйня полная хуйня полная хуйня полная хуйня полная хуйня полная хуйня полная хуйня полная хуйня полная хуйня полная хуйня полная хуйня полная хуйня полная хуйня полная хуйня полная хуйня полная хуйня полная хуйня полная хуйня полная хуйня полная хуйня полная хуйня полная хуйня полная хуйня полная хуйня полная хуйня полная хуйня полная хуйня полная хуйня полная хуйня полная хуйня полная хуйня полная хуйня полная хуйня полная хуйня полная хуйня полная хуйня полная хуйня полная хуйня полная хуйня полная хуйня полная хуйня полная хуйня полная хуйня полная хуйня полная хуйня полная хуйня полная хуйня полная хуйня полная хуйня полная хуйня полная хуйня полная хуйня полная хуйня полная хуйня полная хуйня полная хуйня полная хуйня полная хуйня полная хуйня полная хуйня полная хуйня полная хуйня полная хуйня полная хуйня полная хуйня полная хуйня полная хуйня полная хуйня полная хуйня полная хуйня полная хуйня полная хуйня полная хуйня полная хуйня полная хуйня полная хуйня полная хуйня полная хуйня полная хуйня полная хуйня полная хуйня полная хуйня полная хуйня полная хуйня полная хуйня полная хуйня полная хуйня полная хуйня полная хуйня полная хуйня полная хуйня полная хуйня полная хуйня полная хуйня полная хуйня полная хуйня полная хуйня полная хуйня полная хуйня полная хуйня полная хуйня полная хуйня полная хуйня полная хуйня полная хуйня полная хуйня полная хуйня полная хуйня полная хуйня полная хуйня полная хуйня полная хуйня полная хуйня полная хуйня полная хуйня полная хуйня полная хуйня полная хуйня полная хуйня полная хуйня полная хуйня полная хуйня полная хуйня полная хуйня полная хуйня полная хуйня полная хуйня полная хуйня полная хуйня полная хуйня полная хуйня полная хуйня полная хуйня полная хуйня полная хуйня полная хуйня полная хуйня полная хуйня полная хуйня полная хуйня полная хуйня полная хуйня полная хуйня полная хуйня полная хуйня полная хуйня полная хуйня полная хуйня полная хуйня полная хуйня полная хуйня полная хуйня полная хуйня полная хуйня полная хуйня полная хуйня полная хуйня полная хуйня полная хуйня полная хуйня полная хуйня полная хуйня полная хуйня полная хуйня полная хуйня полная хуйня полная хуйня полная хуйня полная хуйня полная хуйня полная хуйня полная хуйня полная хуйня полная хуйня полная хуйня полная хуйня полная хуйня полная хуйня полная хуйня полная хуйня полная хуйня полная хуйня полная хуйня полная хуйня полная хуйня полная хуйня полная хуйня полная хуйня полная хуйня полная хуйня полная хуйня полная хуйня полная хуйня полная хуйня полная хуйня полная хуйня полная хуйня полная хуйня полная хуйня полная хуйня полная хуйня полная хуйня полная хуйня полная хуйня полная хуйня полная хуйня полная хуйня полная хуйня полная хуйня полная хуйня полная хуйня полная хуйня полная хуйня полная хуйня полная хуйня полная хуйня полная хуйня полная хуйня полная хуйня полная хуйня полная хуйня полная хуйня полная хуйня полная хуйня полная хуйня полная хуйня полная хуйня полная хуйня полная хуйня полная хуйня полная хуйня полная хуйня полная хуйня полная хуйня полная хуйня полная хуйня полная хуйня полная хуйня полная хуйня полная хуйня полная хуйня полная хуйня полная хуйня полная хуйня полная хуйня полная хуйня полная хуйня полная хуйня полная хуйня полная хуйня полная хуйня полная хуйня полная хуйня полная хуйня полная хуйня полная хуйня полная хуйня полная хуйня полная хуйня полная хуйня полная хуйня полная хуйня полная хуйня полная хуйня полная хуйня полная хуйня полная хуйня полная хуйня полная хуйня полная хуйня полная хуйня полная хуйня полная хуйня полная хуйня полная хуйня полная хуйня полная хуйня полная хуйня полная хуйня полная хуйня полная хуйня полная хуйня полная хуйня полная хуйня полная хуйня полная хуйня полная хуйня полная хуйня полная хуйня полная хуйня полная хуйня полная хуйня полная хуйня полная хуйня полная хуйня полная хуйня полная хуйня полная хуйня полная хуйня полная хуйня полная хуйня полная хуйня полная хуйня полная хуйня полная хуйня полная хуйня полная хуйня полная хуйня полная хуйня полная хуйня полная хуйня полная хуйня полная хуйня полная хуйня полная хуйня полная хуйня полная хуйня полная хуйня полная хуйня полная хуйня полная хуйня полная хуйня полная хуйня полная хуйня полная хуйня полная хуйня полная хуйня полная хуйня полная хуйня полная хуйня полная хуйня полная хуйня полная хуйня полная хуйня полная хуйня полная хуйня полная хуйня полная хуйня полная хуйня полная хуйня полная хуйня полная хуйня полная хуйня полная хуйня полная хуйня полная хуйня полная хуйня полная хуйня полная хуйня полная хуйня полная хуйня полная хуйня полная хуйня полная хуйня полная хуйня полная хуйня полная хуйня полная хуйня полная хуйня полная хуйня полная хуйня полная хуйня полная хуйня полная хуйня полная хуйня полная хуйня полная хуйня полная хуйня полная хуйня полная хуйня полная хуйня полная хуйня полная хуйня полная хуйня полная хуйня полная хуйня полная хуйня полная хуйня полная хуйня полная хуйня полная хуйня полная хуйня полная хуйня полная хуйня полная хуйня полная хуйня полная хуйня полная хуйня полная хуйня полная хуйня полная хуйня полная хуйня полная хуйня полная хуйня полная хуйня полная хуйня полная хуйня полная хуйня полная хуйня полная хуйня полная хуйня полная хуйня полная хуйня полная хуйня полная хуйня полная хуйня полная хуйня полная хуйня полная хуйня полная хуйня полная хуйня полная хуйня полная хуйня полная хуйня полная хуйня полная хуйня полная хуйня полная хуйня полная хуйня полная хуйня полная хуйня полная хуйня полная хуйня полная хуйня полная хуйня полная хуйня полная хуйня полная хуйня полная хуйня полная хуйня полная хуйня полная хуйня полная хуйня полная хуйня полная хуйня полная хуйня полная хуйня полная хуйня полная хуйня полная хуйня полная хуйня полная хуйня полная хуйня полная хуйня полная хуйня полная хуйня полная хуйня полная хуйня полная хуйня полная хуйня полная хуйня полная хуйня полная хуйня полная хуйня полная хуйня полная хуйня полная хуйня полная хуйня полная хуйня полная хуйня полная хуйня полная хуйня полная хуйня полная хуйня полная хуйня полная хуйня полная хуйня полная хуйня полная хуйня полная хуйня полная хуйня полная хуйня полная хуйня полная хуйня полная хуйня полная хуйня полная хуйня полная хуйня полная хуйня полная хуйня полная хуйня полная хуйня полная хуйня полная хуйня полная хуйня полная хуйня полная хуйня полная хуйня полная хуйня полная хуйня полная хуйня полная хуйня полная хуйня полная хуйня полная хуйня полная хуйня полная хуйня полная хуйня полная хуйня полная хуйня полная хуйня полная хуйня полная хуйня полная хуйня полная хуйня полная хуйня полная хуйня полная хуйня полная хуйня полная хуйня полная хуйня полная хуйня полная хуйня полная хуйня полная хуйня полная хуйня полная хуйня полная хуйня полная хуйня полная хуйня полная хуйня полная хуйня полная хуйня полная хуйня полная хуйня полная хуйня полная хуйня полная хуйня полная хуйня полная хуйня полная хуйня полная хуйня полная хуйня полная хуйня полная хуйня полная хуйня полная хуйня полная хуйня полная хуйня полная хуйня полная хуйня полная хуйня полная хуйня полная хуйня полная хуйня полная хуйня полная хуйня полная хуйня полная хуйня полная хуйня полная хуйня полная хуйня полная хуйня полная хуйня полная хуйня полная хуйня полная хуйня полная хуйня полная хуйня полная хуйня полная хуйня полная хуйня полная хуйня полная хуйня полная хуйня полная хуйня полная хуйня полная хуйня полная хуйня полная хуйня полная хуйня полная хуйня полная хуйня полная хуйня полная хуйня полная хуйня полная хуйня полная хуйня полная хуйня полная хуйня полная хуйня полная хуйня полная хуйня полная хуйня полная хуйня полная хуйня полная хуйня полная хуйня полная хуйня полная хуйня полная хуйня полная хуйня полная хуйня полная хуйня полная хуйня полная хуйня полная хуйня полная хуйня полная хуйня полная хуйня полная хуйня полная хуйня полная хуйня полная хуйня полная хуйня полная хуйня полная хуйня полная хуйня полная хуйня полная хуйня полная хуйня полная хуйня полная хуйня полная хуйня полная хуйня полная хуйня полная хуйня полная хуйня полная хуйня полная хуйня полная хуйня полная хуйня полная хуйня полная хуйня полная хуйня полная хуйня полная хуйня полная хуйня полная хуйня полная хуйня полная хуйня полная хуйня полная хуйня полная хуйня полная хуйня полная хуйня полная хуйня полная хуйня полная хуйня полная хуйня полная хуйня полная хуйня полная хуйня полная хуйня полная хуйня полная хуйня полная хуйня полная хуйня полная хуйня полная хуйня полная хуйня полная хуйня полная хуйня полная хуйня полная хуйня полная хуйня полная хуйня полная хуйня полная хуйня полная хуйня полная хуйня полная хуйня полная хуйня полная хуйня полная хуйня полная хуйня полная хуйня полная хуйня полная хуйня полная хуйня полная хуйня полная хуйня полная хуйня полная хуйня полная хуйня полная хуйня полная хуйня полная хуйня полная хуйня полная хуйня полная хуйня полная хуйня полная хуйня полная хуйня полная хуйня полная хуйня полная хуйня полная хуйня полная хуйня полная хуйня полная хуйня полная хуйня полная хуйня полная хуйня полная хуйня полная хуйня полная хуйня полная хуйня полная хуйня полная хуйня полная хуйня полная хуйня полная хуйня полная хуйня полная хуйня полная хуйня полная хуйня полная хуйня полная хуйня полная хуйня полная хуйня полная хуйня полная хуйня полная хуйня полная хуйня полная хуйня полная хуйня полная хуйня полная хуйня полная хуйня полная хуйня полная хуйня полная хуйня полная хуйня полная хуйня полная хуйня полная хуйня полная хуйня полная хуйня полная хуйня полная хуйня полная хуйня полная хуйня полная хуйня полная хуйня полная хуйня полная хуйня полная хуйня полная хуйня полная хуйня полная хуйня полная хуйня полная хуйня полная хуйня полная хуйня полная хуйня полная хуйня полная хуйня полная хуйня полная хуйня полная хуйня полная хуйня полная хуйня полная хуйня полная хуйня полная хуйня полная хуйня полная хуйня полная хуйня полная хуйня полная хуйня полная хуйня полная хуйня полная хуйня полная хуйня полная хуйня полная хуйня полная хуйня полная хуйня полная хуйня полная хуйня полная хуйня полная хуйня полная хуйня полная хуйня полная хуйня полная хуйня полная хуйня полная хуйня полная хуйня полная хуйня полная хуйня полная хуйня полная хуйня полная хуйня полная хуйня полная хуйня полная хуйня полная хуйня полная хуйня полная хуйня полная хуйня полная хуйня полная хуйня полная хуйня полная хуйня полная хуйня полная хуйня полная хуйня полная хуйня полная хуйня полная хуйня полная хуйня полная хуйня полная хуйня полная хуйня полная хуйня полная хуйня полная хуйня полная хуйня полная хуйня полная хуйня полная хуйня полная хуйня полная хуйня полная хуйня полная хуйня полная хуйня полная хуйня полная хуйня полная хуйня полная хуйня полная хуйня полная хуйня полная хуйня полная хуйня полная хуйня полная хуйня полная хуйня полная хуйня полная хуйня полная хуйня полная хуйня полная хуйня полная хуйня полная хуйня полная хуйня полная хуйня полная хуйня полная хуйня полная хуйня полная хуйня полная хуйня полная хуйня полная хуйня полная хуйня полная хуйня полная хуйня полная хуйня полная хуйня полная хуйня полная хуйня полная хуйня полная хуйня полная хуйня полная хуйня полная хуйня полная хуйня полная хуйня полная хуйня полная хуйня полная хуйня полная хуйня полная хуйня полная хуйня полная хуйня полная хуйня полная хуйня полная хуйня полная хуйня полная хуйня полная хуйня полная хуйня полная хуйня полная хуйня полная хуйня полная хуйня полная хуйня полная хуйня полная хуйня полная хуйня полная хуйня полная хуйня полная хуйня полная хуйня полная хуйня полная хуйня полная хуйня полная хуйня полная хуйня полная хуйня полная хуйня полная хуйня полная хуйня полная хуйня полная хуйня полная хуйня полная хуйня полная хуйня полная хуйня полная хуйня полная хуйня полная хуйня полная хуйня полная хуйня полная хуйня полная хуйня полная хуйня полная хуйня полная хуйня полная хуйня полная хуйня полная хуйня полная хуйня полная хуйня полная хуйня полная хуйня полная хуйня полная хуйня полная хуйня полная хуйня полная хуйня полная хуйня полная хуйня полная хуйня полная хуйня полная хуйня полная хуйня полная хуйня полная хуйня полная хуйня полная хуйня полная хуйня полная хуйня полная хуйня полная хуйня полная хуйня полная хуйня полная хуйня полная хуйня полная хуйня полная хуйня полная хуйня полная хуйня полная хуйня полная хуйня полная хуйня полная хуйня полная хуйня полная хуйня полная хуйня полная хуйня полная хуйня полная хуйня полная хуйня полная хуйня полная хуйня полная хуйня полная хуйня полная хуйня полная хуйня полная хуйня полная хуйня полная хуйня полная хуйня полная хуйня полная хуйня полная хуйня полная хуйня полная хуйня полная хуйня полная хуйня полная хуйня полная хуйня полная хуйня полная хуйня полная хуйня полная хуйня полная хуйня полная хуйня полная хуйня полная хуйня полная хуйня полная хуйня полная хуйня полная хуйня полная хуйня полная хуйня полная хуйня полная хуйня полная хуйня полная хуйня полная хуйня полная хуйня полная хуйня полная хуйня полная хуйня полная хуйня полная хуйня полная хуйня полная хуйня полная хуйня полная хуйня полная хуйня полная хуйня полная хуйня полная хуйня полная хуйня полная хуйня полная хуйня полная хуйня полная хуйня полная хуйня полная хуйня полная хуйня полная хуйня полная хуйня полная хуйня полная хуйня полная хуйня полная хуйня полная хуйня полная хуйня полная хуйня полная хуйня полная хуйня полная хуйня полная хуйня полная хуйня полная хуйня полная хуйня полная хуйня полная хуйня полная хуйня полная хуйня полная хуйня полная хуйня полная хуйня полная хуйня полная хуйня полная хуйня полная хуйня полная хуйня полная хуйня полная хуйня полная хуйня полная хуйня полная хуйня полная хуйня полная хуйня полная хуйня полная хуйня полная хуйня полная хуйня полная хуйня полная хуйня полная хуйня полная хуйня полная хуйня полная хуйня полная хуйня полная хуйня полная хуйня полная хуйня полная хуйня полная хуйня полная хуйня полная хуйня полная хуйня полная хуйня полная хуйня полная хуйня полная хуйня полная хуйня полная хуйня полная хуйня полная хуйня полная хуйня полная хуйня полная хуйня полная хуйня полная хуйня полная хуйня полная хуйня полная хуйня полная хуйня полная хуйня полная хуйня полная хуйня полная хуйня полная хуйня полная хуйня полная хуйня полная хуйня полная хуйня полная хуйня полная хуйня полная хуйня полная хуйня полная хуйня полная хуйня полная хуйня полная хуйня полная хуйня полная хуйня полная хуйня полная хуйня полная хуйня полная хуйня полная хуйня полная хуйня полная хуйня полная хуйня полная хуйня полная хуйня полная хуйня полная хуйня полная хуйня полная хуйня полная хуйня полная хуйня полная хуйня полная хуйня полная хуйня полная хуйня полная хуйня полная хуйня полная хуйня полная хуйня полная хуйня полная хуйня полная хуйня полная хуйня полная хуйня полная хуйня полная хуйня полная хуйня полная хуйня полная хуйня полная хуйня полная хуйня полная хуйня полная хуйня полная хуйня полная хуйня полная хуйня полная хуйня полная хуйня полная хуйня полная хуйня полная хуйня полная хуйня полная хуйня полная хуйня полная хуйня полная хуйня полная хуйня полная хуйня полная хуйня полная хуйня полная хуйня полная хуйня полная хуйня полная хуйня полная хуйня полная хуйня полная хуйня полная хуйня полная хуйня полная хуйня полная хуйня полная хуйня полная хуйня полная хуйня полная хуйня полная хуйня полная хуйня полная хуйня полная хуйня полная хуйня полная хуйня полная хуйня полная хуйня полная хуйня полная хуйня полная хуйня полная хуйня полная хуйня полная хуйня полная хуйня полная хуйня полная хуйня полная хуйня полная хуйня полная хуйня полная хуйня полная хуйня полная хуйня полная хуйня полная хуйня полная хуйня полная хуйня полная хуйня полная хуйня полная хуйня полная хуйня полная хуйня полная хуйня полная хуйня полная хуйня полная хуйня полная хуйня полная хуйня полная хуйня полная хуйня полная хуйня полная хуйня полная хуйня полная хуйня полная хуйня полная хуйня полная хуйня полная хуйня полная хуйня полная хуйня полная хуйня полная хуйня полная хуйня полная хуйня полная хуйня полная хуйня полная хуйня полная хуйня полная хуйня полная хуйня полная хуйня полная хуйня полная хуйня полная хуйня полная хуйня полная хуйня полная хуйня полная хуйня полная хуйня полная хуйня полная хуйня полная хуйня полная хуйня полная хуйня полная хуйня полная хуйня полная хуйня полная хуйня полная хуйня полная хуйня полная хуйня полная хуйня полная хуйня полная хуйня полная хуйня полная хуйня полная хуйня полная хуйня полная хуйня полная хуйня полная хуйня полная хуйня полная хуйня полная хуйня полная хуйня полная хуйня полная хуйня полная хуйня полная хуйня полная хуйня полная хуйня полная хуйня полная хуйня полная хуйня полная хуйня полная хуйня полная хуйня полная хуйня полная хуйня полная хуйня полная хуйня полная хуйня полная хуйня полная хуйня полная хуйня полная хуйня полная хуйня полная хуйня полная хуйня полная хуйня полная хуйня полная хуйня полная хуйня полная хуйня полная хуйня полная хуйня полная хуйня полная хуйня полная хуйня полная хуйня полная хуйня полная хуйня полная хуйня полная хуйня полная хуйня полная хуйня полная хуйня полная хуйня полная хуйня полная хуйня полная хуйня полная хуйня полная хуйня полная хуйня полная хуйня полная хуйня полная хуйня полная хуйня полная хуйня полная хуйня полная хуйня полная хуйня полная хуйня полная хуйня полная хуйня полная хуйня полная хуйня полная хуйня полная хуйня полная хуйня полная хуйня полная хуйня полная хуйня полная хуйня полная хуйня полная хуйня полная хуйня полная хуйня полная хуйня полная хуйня полная хуйня полная хуйня полная хуйня полная хуйня полная хуйня полная хуйня полная хуйня полная хуйня полная хуйня полная хуйня полная хуйня полная хуйня полная хуйня полная хуйня полная хуйня полная хуйня полная хуйня полная хуйня полная хуйня полная хуйня полная хуйня полная хуйня полная хуйня полная хуйня полная хуйня полная хуйня полная хуйня полная хуйня полная хуйня полная хуйня полная хуйня полная хуйня полная хуйня полная хуйня полная хуйня полная хуйня полная хуйня полная хуйня полная хуйня полная хуйня полная хуйня полная хуйня полная хуйня полная хуйня полная хуйня полная хуйня полная хуйня полная хуйня полная хуйня полная хуйня полная хуйня полная хуйня полная хуйня полная хуйня полная хуйня полная хуйня полная хуйня полная хуйня полная хуйня полная хуйня полная хуйня полная хуйня полная хуйня полная хуйня полная хуйня полная хуйня полная хуйня полная хуйня полная хуйня полная хуйня полная хуйня полная хуйня полная хуйня полная хуйня полная хуйня полная хуйня полная хуйня полная хуйня полная хуйня полная хуйня полная хуйня полная хуйня полная хуйня полная хуйня полная хуйня полная хуйня полная хуйня полная хуйня полная хуйня полная хуйня полная хуйня полная хуйня полная хуйня полная хуйня полная хуйня полная хуйня полная хуйня полная хуйня полная хуйня полная хуйня полная хуйня полная хуйня полная хуйня полная хуйня полная хуйня полная хуйня полная хуйня полная хуйня полная хуйня полная хуйня полная хуйня полная хуйня полная хуйня полная хуйня полная хуйня полная хуйня полная хуйня полная хуйня полная хуйня полная хуйня полная хуйня полная хуйня полная хуйня полная хуйня полная хуйня полная хуйня полная хуйня полная хуйня полная хуйня полная хуйня полная хуйня полная хуйня полная хуйня полная хуйня полная хуйня полная хуйня полная хуйня полная хуйня полная хуйня полная хуйня полная хуйня полная хуйня полная хуйня полная хуйня полная хуйня полная хуйня полная хуйня полная хуйня полная хуйня полная хуйня полная хуйня полная хуйня полная хуйня полная хуйня полная хуйня полная хуйня полная хуйня полная хуйня полная хуйня полная хуйня полная хуйня полная хуйня полная хуйня полная хуйня полная хуйня полная хуйня полная хуйня полная хуйня полная хуйня полная хуйня полная хуйня полная хуйня полная хуйня полная хуйня полная хуйня полная хуйня полная хуйня полная хуйня полная хуйня полная хуйня полная хуйня полная хуйня полная хуйня полная хуйня полная хуйня полная хуйня полная хуйня полная хуйня полная хуйня полная хуйня полная хуйня полная хуйня полная хуйня полная хуйня полная хуйня полная хуйня полная хуйня полная хуйня полная хуйня полная хуйня полная хуйня полная хуйня полная хуйня полная хуйня полная хуйня полная хуйня полная хуйня полная хуйня полная хуйня полная хуйня полная хуйня полная хуйня полная хуйня полная хуйня полная хуйня полная хуйня полная хуйня полная хуйня полная хуйня полная хуйня полная хуйня полная хуйня полная хуйня полная хуйня полная хуйня полная хуйня полная хуйня полная хуйня полная хуйня полная хуйня полная хуйня полная хуйня полная хуйня полная хуйня полная хуйня полная хуйня полная хуйня полная хуйня полная хуйня полная хуйня полная хуйня полная хуйня полная хуйня полная хуйня полная хуйня полная хуйня полная хуйня полная хуйня полная хуйня полная хуйня полная хуйня полная хуйня полная хуйня полная хуйня полная хуйня полная хуйня полная хуйня полная хуйня полная хуйня полная хуйня полная хуйня полная хуйня полная хуйня полная хуйня полная хуйня полная хуйня полная хуйня полная хуйня полная хуйня полная хуйня полная хуйня полная хуйня полная хуйня полная хуйня полная хуйня полная хуйня полная хуйня полная хуйня полная хуйня полная хуйня полная хуйня полная хуйня полная хуйня полная хуйня полная хуйня полная хуйня полная хуйня полная хуйня полная хуйня полная хуйня полная хуйня полная хуйня полная хуйня полная хуйня полная хуйня полная хуйня полная хуйня полная хуйня полная хуйня полная хуйня полная хуйня полная хуйня полная хуйня полная хуйня полная хуйня полная хуйня полная хуйня полная хуйня полная хуйня полная хуйня полная хуйня полная хуйня полная хуйня полная хуйня полная хуйня полная хуйня полная хуйня полная хуйня полная хуйня полная хуйня полная хуйня полная хуйня полная хуйня полная хуйня полная хуйня полная хуйня полная хуйня полная хуйня полная хуйня полная хуйня полная хуйня полная хуйня полная хуйня полная хуйня полная хуйня полная хуйня полная хуйня полная хуйня полная хуйня полная хуйня полная хуйня полная хуйня полная хуйня полная хуйня полная хуйня полная хуйня полная хуйня полная хуйня полная хуйня полная хуйня полная хуйня полная хуйня полная хуйня полная хуйня полная хуйня полная хуйня полная хуйня полная хуйня полная хуйня полная хуйня полная хуйня полная хуйня полная хуйня полная хуйня полная хуйня полная хуйня полная хуйня полная хуйня полная хуйня полная хуйня полная хуйня полная хуйня полная хуйня полная хуйня полная хуйня полная хуйня полная хуйня полная хуйня полная хуйня полная хуйня полная хуйня полная хуйня полная хуйня полная хуйня полная хуйня полная хуйня полная хуйня полная хуйня полная хуйня полная хуйня полная хуйня полная хуйня полная хуйня полная хуйня полная хуйня полная хуйня полная хуйня полная хуйня полная хуйня полная хуйня полная хуйня полная хуйня полная хуйня полная хуйня полная хуйня полная хуйня полная хуйня полная хуйня полная хуйня полная хуйня полная хуйня полная хуйня полная хуйня полная хуйня полная хуйня полная хуйня полная хуйня полная хуйня полная хуйня полная хуйня полная хуйня полная хуйня полная хуйня полная хуйня полная хуйня полная хуйня полная хуйня полная хуйня полная хуйня полная хуйня полная хуйня полная хуйня полная хуйня полная хуйня полная хуйня полная хуйня полная хуйня полная хуйня полная хуйня полная хуйня полная хуйня полная хуйня полная хуйня полная хуйня полная хуйня полная хуйня полная хуйня полная хуйня полная хуйня полная хуйня полная хуйня полная хуйня полная хуйня полная хуйня полная хуйня полная хуйня полная хуйня полная хуйня полная хуйня полная хуйня полная хуйня полная хуйня полная хуйня полная хуйня полная хуйня полная хуйня полная хуйня полная хуйня полная хуйня полная хуйня полная хуйня полная хуйня полная хуйня полная хуйня полная хуйня полная хуйня полная хуйня полная хуйня полная хуйня полная хуйня полная хуйня полная хуйня полная хуйня полная хуйня полная хуйня полная хуйня полная хуйня полная хуйня полная хуйня полная хуйня полная хуйня полная хуйня полная хуйня полная хуйня полная хуйня полная хуйня полная хуйня полная хуйня полная хуйня полная хуйня полная хуйня полная хуйня полная хуйня полная хуйня полная хуйня полная хуйня полная хуйня полная хуйня полная хуйня полная хуйня полная хуйня полная хуйня полная хуйня полная хуйня полная хуйня полная хуйня полная хуйня полная хуйня полная хуйня полная хуйня полная хуйня полная хуйня полная хуйня полная хуйня полная хуйня полная хуйня полная хуйня полная хуйня полная хуйня полная хуйня полная хуйня полная хуйня полная хуйня полная хуйня полная хуйня полная хуйня полная хуйня полная хуйня полная хуйня полная хуйня полная хуйня полная хуйня полная хуйня полная хуйня полная хуйня полная хуйня полная хуйня полная хуйня полная хуйня полная хуйня полная хуйня полная хуйня полная хуйня полная хуйня полная хуйня полная хуйня полная хуйня полная хуйня полная хуйня полная хуйня полная хуйня полная хуйня полная хуйня полная хуйня полная хуйня полная хуйня полная хуйня полная хуйня полная хуйня полная хуйня полная хуйня полная хуйня полная хуйня полная хуйня полная хуйня полная хуйня полная хуйня полная хуйня полная хуйня полная хуйня полная хуйня полная хуйня полная хуйня полная хуйня полная хуйня полная хуйня полная хуйня полная хуйня полная хуйня полная хуйня полная хуйня полная хуйня полная хуйня полная хуйня полная хуйня полная хуйня полная хуйня полная хуйня полная хуйня полная хуйня полная хуйня полная хуйня полная хуйня полная хуйня полная хуйня полная хуйня полная хуйня полная хуйня полная хуйня полная хуйня полная хуйня полная хуйня полная хуйня полная хуйня полная хуйня полная хуйня полная хуйня полная хуйня полная хуйня полная хуйня полная хуйня полная хуйня полная хуйня полная хуйня полная хуйня полная хуйня полная хуйня полная хуйня полная хуйня полная хуйня полная хуйня полная хуйня полная хуйня полная хуйня полная хуйня полная хуйня полная хуйня полная хуйня полная хуйня полная хуйня полная хуйня полная хуйня полная хуйня полная хуйня полная хуйня полная хуйня полная хуйня полная хуйня полная хуйня полная хуйня полная хуйня полная хуйня полная хуйня полная хуйня полная хуйня полная хуйня полная хуйня полная хуйня полная хуйня полная хуйня полная хуйня полная хуйня полная хуйня полная хуйня полная хуйня полная хуйня полная хуйня полная хуйня полная хуйня полная хуйня полная хуйня полная хуйня полная хуйня полная хуйня полная хуйня полная хуйня полная хуйня полная хуйня полная хуйня полная хуйня полная хуйня полная хуйня полная хуйня полная хуйня полная хуйня полная хуйня полная хуйня полная хуйня полная хуйня полная хуйня полная хуйня полная хуйня полная хуйня полная хуйня полная хуйня полная хуйня полная хуйня полная хуйня полная хуйня полная хуйня полная хуйня полная хуйня полная хуйня полная хуйня полная хуйня полная хуйня полная хуйня полная хуйня полная хуйня полная хуйня полная хуйня полная хуйня полная хуйня полная хуйня полная хуйня полная хуйня полная хуйня полная хуйня полная хуйня полная хуйня полная хуйня полная хуйня полная хуйня полная хуйня полная хуйня полная хуйня полная хуйня полная хуйня полная хуйня полная хуйня полная хуйня полная хуйня полная хуйня полная хуйня полная хуйня полная хуйня полная хуйня полная хуйня полная хуйня полная хуйня полная хуйня полная хуйня полная хуйня полная хуйня полная хуйня полная хуйня полная хуйня полная хуйня полная хуйня полная хуйня полная хуйня полная хуйня полная хуйня полная хуйня полная хуйня полная хуйня полная хуйня полная хуйня полная хуйня полная хуйня полная хуйня полная хуйня полная хуйня полная хуйня полная хуйня полная хуйня полная хуйня полная хуйня полная хуйня полная хуйня полная хуйня полная хуйня полная хуйня полная хуйня полная хуйня полная хуйня полная хуйня полная хуйня полная хуйня полная хуйня полная хуйня полная хуйня полная хуйня полная хуйня полная хуйня полная хуйня полная хуйня полная хуйня полная хуйня полная хуйня полная хуйня полная хуйня полная хуйня полная хуйня полная хуйня полная хуйня полная хуйня полная хуйня полная хуйня полная хуйня полная хуйня полная хуйня полная хуйня полная хуйня полная хуйня полная хуйня полная хуйня полная хуйня полная хуйня полная хуйня полная хуйня полная хуйня полная хуйня полная хуйня полная хуйня полная хуйня полная хуйня полная хуйня полная хуйня полная хуйня полная хуйня полная хуйня полная хуйня полная хуйня полная хуйня полная хуйня полная хуйня полная хуйня полная хуйня полная хуйня полная хуйня полная хуйня полная хуйня полная хуйня полная хуйня полная хуйня полная хуйня полная хуйня полная хуйня полная хуйня полная хуйня полная хуйня полная хуйня полная хуйня полная хуйня полная хуйня полная хуйня полная хуйня полная хуйня полная хуйня полная хуйня полная хуйня полная хуйня полная хуйня полная хуйня полная хуйня полная хуйня полная хуйня полная хуйня полная хуйня полная хуйня полная хуйня полная хуйня полная хуйня полная хуйня полная хуйня полная хуйня полная хуйня полная хуйня полная хуйня полная хуйня полная хуйня полная хуйня полная хуйня полная хуйня полная хуйня полная хуйня полная хуйня полная хуйня полная хуйня полная хуйня полная хуйня полная хуйня полная хуйня полная хуйня полная хуйня полная хуйня полная хуйня полная хуйня полная хуйня полная хуйня полная хуйня полная хуйня полная хуйня полная хуйня полная хуйня полная хуйня полная хуйня полная хуйня полная хуйня полная хуйня полная хуйня полная хуйня полная хуйня полная хуйня полная хуйня полная хуйня полная хуйня полная хуйня полная хуйня полная хуйня полная хуйня полная хуйня полная хуйня полная хуйня полная хуйня полная хуйня полная хуйня полная хуйня полная хуйня полная хуйня полная хуйня полная хуйня полная хуйня полная хуйня полная хуйня полная хуйня полная хуйня полная хуйня полная хуйня полная хуйня полная хуйня полная хуйня полная хуйня полная хуйня полная хуйня полная хуйня полная хуйня полная хуйня полная хуйня полная хуйня полная хуйня полная хуйня полная хуйня полная хуйня полная хуйня полная хуйня полная хуйня полная хуйня полная хуйня полная хуйня полная хуйня полная хуйня полная хуйня полная хуйня полная хуйня полная хуйня полная хуйня полная хуйня полная хуйня полная хуйня полная хуйня полная хуйня полная хуйня полная хуйня полная хуйня полная хуйня полная хуйня полная хуйня полная хуйня полная хуйня полная хуйня полная хуйня полная хуйня полная хуйня полная хуйня полная хуйня полная хуйня полная хуйня полная хуйня полная хуйня полная хуйня полная хуйня полная хуйня полная хуйня полная хуйня полная хуйня полная хуйня полная хуйня полная хуйня полная хуйня полная хуйня полная хуйня полная хуйня полная хуйня полная хуйня полная хуйня полная хуйня полная хуйня полная хуйня полная хуйня полная хуйня полная хуйня полная хуйня полная хуйня полная хуйня полная хуйня полная 
1. ↑  Кстати Новости Нижнего Новгорода. YouTube. Дата обращения: 15 августа 2025.